# Giporlos
Giporlos è una municipalità di quinta classe delle Filippine, situata nella Provincia di Eastern Samar, nella Regione del Visayas Orientale.
Giporlos è formata da 18 baranggay:
- Barangay 1 (Pob.)
- Barangay 2 (Pob.)
- Barangay 3 (Pob.)
- Barangay 4 (Pob.)
- Barangay 5 (Pob.)
- Barangay 6 (Pob.)
- Barangay 7 (Pob.)
- Barangay 8 (Pob.)
- Biga
- Coticot
- Gigoso
- Huknan
- Parina
- Paya
- President Roxas
- San Isidro (Malabag)
- San Miguel
- Santa Cruz (Cansingkol)